# Сандра Заневська
Сандра Заневська (пол. Sandra Zaniewska; нар. 3 січня 1992) — колишня польська тенісистка.
Найвищу одиночну позицію світового рейтингу — 142 місце досягла 27 серпня 2012, парну — 203 місце — 29 жовтня 2012 року.
Здобула 10 одиночних та 7 парних титулів туру ITF.

## Фінали ITF

### Одиночний розряд: 20 (10–10)
| Легенда         |
| --------------- |
| турніри $25,000 |
| турніри $15,000 |
| турніри $10,000 |

| Фінали за покриттям |
| ------------------- |
| Тверде (2–2)        |
| Ґрунт (8–8)         |
| Килим (0–0)         |

| Результат | Ранг | Дата             | Турнір                        | Покриття | Суперниця           | Рахунок          |
| --------- | ---- | ---------------- | ----------------------------- | -------- | ------------------- | ---------------- |
| Поразка   | 1.   | 19 липня 2009    | ITF Ізмір, Туреччина          | Ґрунт    | Пемра Озген         | 0–6, 4–6         |
| Перемога  | 1.   | 9 серпня 2009    | ITF Ілава, Польща             | Ґрунт    | Зузана Злохова      | 6–4, 6–4         |
| Поразка   | 2.   | 2 травня 2010    | ITF Анталія, Туреччина        | Ґрунт    | Унс Джабір          | 1–2 ret.         |
| Перемога  | 2.   | 20 червня 2010   | ITF Кельн, Німеччина          | Ґрунт    | Юлія Бабілон        | 6–4, 6–4         |
| Перемога  | 3.   | 19 червня 2011   | ITF Кельн, Німеччина          | Ґрунт    | Лена-Марі Гофманн   | 6–4, 6–2         |
| Поразка   | 3.   | 18 вересня 2011  | ITF Кернс, Австралія          | Тверде   | Кейсі Деллаква      | 4–6, 6–7(3)      |
| Поразка   | 4.   | 4 березня 2012   | ITF Веллінгтон, Нова Зеландія | Тверде   | Дуань Їнїн          | 1–6, 4–6         |
| Перемога  | 4.   | 25 березня 2012  | ITF Іпсвіч, Австралія         | Ґрунт    | Ешлі Барті          | 7–6(5), 6–1      |
| Перемога  | 5.   | 1 квітня 2012    | ITF Бандаберг, Австралія      | Ґрунт    | Аояма Сюко          | 6–3, 6–2         |
| Перемога  | 6.   | 28 квітня 2012   | ITF Туніс, Туніс              | Ґрунт    | Унс Джабір          | 6–4, 4–6, 6–2    |
| Поразка   | 5.   | 24 травня 2013   | ITF Касабланка, Марокко       | Ґрунт    | Лаура Поус Тіо      | 3–6, 0–6         |
| Перемога  | 7.   | 3 листопада 2013 | ITF Шарм-еш-Шейх, Єгипет      | Тверде   | Валерія Просперi    | 6–4, 6–1         |
| Перемога  | 8.   | 6 квітня 2014    | ITF Шарм-еш-Шейх, Єгипет      | Тверде   | Елена-Теодора Кадар | 6–2, 6–1         |
| Поразка   | 6.   | 21 червня 2014   | ITF Істад, Швеція             | Ґрунт    | Настя Колар         | 4–6, 4–6         |
| Поразка   | 7.   | 29 березня 2015  | ITF Морнінґтон, Австралія     | Ґрунт    | Прісцілла Хон       | 7–5, 3–6, 6–7(4) |
| Поразка   | 8.   | 28 червня 2015   | ITF Бреда, Нідерланди         | Ґрунт    | Джесіка Малечкова   | 3–6, 7–5, 5–7    |
| Перемога  | 9.   | 24 квітня 2016   | ITF Хаммамет, Туніс           | Ґрунт    | Анджеліка Морателлі | 7–6(4), 6–2      |
| Перемога  | 10.  | 1 травня 2016    | ITF Хаммамет, Туніс           | Ґрунт    | Інес Іббу           | 6–1, 6–4         |
| Поразка   | 9.   | 30 липня 2016    | ITF Маасейк, Бельгія          | Ґрунт    | Дебора Керфс        | 2–6, 5–7         |
| Поразка   | 10.  | 12 березня 2017  | ITF Хаммамет, Туніс           | Ґрунт    | Камілла Скала       | 6–1, 3–6, 3–6    |

### Парний розряд: 22 (7–15)
| Легенда          |
| ---------------- |
| турніри $100,000 |
| турніри $50,000  |
| турніри $25,000  |
| турніри $15,000  |
| турніри $10,000  |

| Фінали за покриттям |
| ------------------- |
| Тверде (3–6)        |
| Ґрунт (4–9)         |
| Трава (0–0)         |
| Килим (0–0)         |

| Результат | Ранг | Дата             | Турнір                      | Покриття   | Партнерка            | Суперниці                                          | Рахунок              |
| --------- | ---- | ---------------- | --------------------------- | ---------- | -------------------- | -------------------------------------------------- | -------------------- |
| Поразка   | 1.   | 9 листопада 2008 | ITF Краків, Польща          | Тверде (i) | Ольга Брозда         | Анджелік Кербер Уршуля Радванська                  | 3–6, 2–6             |
| Поразка   | 2.   | 15 березня 2009  | ITF Гіза, Єгипет            | Ґрунт      | Бібіана Схофс        | Галина Фокіна Альона Сотникова                     | 4–6, 6–3, [8–10]     |
| Поразка   | 3.   | 18 липня 2009    | ITF Ізмір, Туреччина        | Ґрунт      | Зузана Лінгова       | Софія Квацабая Августа Цибишева                    | 0–6, 6–3, [5–10]     |
| Перемога  | 1.   | 2 травня 2010    | ITF Анталія, Туреччина      | Ґрунт      | Пемра Озген          | Індіре Акікі Мартіна Кубічикова                    | 6–1, 6–2             |
| Поразка   | 4.   | 16 жовтня 2010   | ITF Маунт-Гамбір, Австралія | Тверде     | Даніелла Джефлі      | Елісон Бай Ана Клара Дуарте                        | w/o                  |
| Поразка   | 5.   | 12 лютого 2011   | ITF Ранчо-Міраж, США        | Тверде     | Надія Гуськова       | Кароліна Плішкова Крістіна Плішкова                | 7–6(6), 1–6, [5–10]  |
| Перемога  | 2.   | 19 березня 2011  | ITF Анталія, Туреччина      | Ґрунт      | Пемра Озген          | Река Луца Яні Мартіна Кубічикова                   | 2–6, 7–5, [10–7]     |
| Поразка   | 6.   | 9 квітня 2011    | ITF Бандаберг, Австралія    | Ґрунт      | Даніелла Домініковіч | Кейсі Деллаква Олівія Роговська                    | 5–7, 4–6             |
| Поразка   | 7.   | 9 жовтня 2011    | ITF Есперанс, Австралія     | Тверде     | Монік Адамчак        | Кейсі Деллаква Олівія Роговська]                   | 3–6, 2–6             |
| Перемога  | 3.   | 24 березня 2012  | ITF Іпсвіч, Австралія       | Ґрунт      | Монік Адамчак        | Аояма Сюко Намігата Дзюнрі                         | 7–5, 6–4             |
| Перемога  | 4.   | 20 жовтня 2012   | Open de Лімож, Франція      | Тверде (i) | Магда Лінетт         | Ірена Павлович Штефані Феґеле                      | 6–1, 5–7, [10–5]     |
| Поразка   | 8.   | 24 травня 2013   | ITF Касабланка, Марокко     | Ґрунт      | Елиця Костова        | Юстіна Озга Анна Цая                               | 4–6, 2–6             |
| Поразка   | 9.   | 30 червня 2013   | ITF Штутгарт, Німеччина     | Ґрунт      | Штефані Фогт         | Крістіна Барруа Лаура Зігемунд                     | 6–7(1), 4–6          |
| Перемога  | 5.   | 26 жовтня 2013   | ITF Шарм-еш-Шейх, Єгипет    | Тверде     | Елісе Мертенс        | Валерія Страхова Каріна Вендітті                   | 6–4, 6–7(5), [12–10] |
| Поразка   | 10.  | 28 червня 2014   | ITF Крістінегамн, Швеція    | Ґрунт      | Їсалін Бонавентюре   | Катерина Бондаренко Корнелія Лістер                | w/o                  |
| Перемога  | 6.   | 13 вересня 2014  | Batumi Open, Грузія         | Тверде     | Ан-Софі Месташ       | Александрина Найденова Страхова Валерія Михайлівна | 6–1, 6–1             |
| Поразка   | 11.  | 3 квітня 2015    | ITF Мельбурн, Австралія     | Ґрунт      | Агата Бараньська     | Прісцілла Хон Теммі Петтерсон                      | 6–2, 4–6, [10–12]    |
| Перемога  | 7.   | 20 червня 2015   | ITF Алкмар, Нідерланди      | Ґрунт      | Саллі Пірс           | Анна Клазен Шарлотте Клазен                        | 6–3, 6–4             |
| Поразка   | 12.  | 29 січня 2016    | ITF Бертіога, Бразилія      | Тверде     | Катажина Кава        | Крістіна Діну Інді де Вроме                        | 3–6, 3–6             |
| Поразка   | 13.  | 14 жовтня 2016   | ITF Кернс, Австралія        | Тверде     | Катажина Кава        | Елісон Бай Лізетт Кабрера                          | 5–7, 7–5, [10–12]    |
| Поразка   | 14.  | 4 березня 2017   | ITF Хаммамет, Туніс         | Ґрунт      | Домінік Карреґат     | Наташа Пілуду Гая Санесі                           | 3–6, 2–6             |
| Поразка   | 15.  | 8 квітня 2017    | ITF Пула, Італія            | Ґрунт      | Бібіана Схофс        | Аліче Матеуччі Камілла Розателло                   | 1–6, 3–6             |

## Юніорські фінали турнірів Великого шолома

### Дівчата, парний розряд
| Результат | Рік  | Турнір                        | Покриття | Партнерка         | Суперниці                        | Рахунок          |
| --------- | ---- | ----------------------------- | -------- | ----------------- | -------------------------------- | ---------------- |
| Поразка   | 2009 | Відкритий чемпіонат Австралії | Тверде   | Александра Крунич | Крістіна Макгейл Айла Том'янович | 1–6, 6–2, [4–10] |